# やわらかい。 課長起田総司
『やわらかい。課長起田総司』（やわらかい。かちょうおきたそうじ）は、カレー沢薫による日本の漫画作品。講談社の電子漫画雑誌『Dモーニング』にて2014年23月号から2016年13号まで連載。1話4ページで掲載されている。

## あらすじ
同期トップで課長に昇任した起田総司。そのせいか最近会社の女性社員にやたらモテるようになったが、実は10年付き合った彼女にフラれてから初期ED状態であった。ペット（猫）の炎皇斗と共にEDから復活する日を目指し奮闘する。

## 登場人物

### 主人公とその家族
起田 総司（おきた そうじ）
主人公。家族に不仲の姉がいる。第1話にて、彼女に浮気された挙句フラれてしまってからEDに悩まされる。表面上は優しい性格だが、他人への関心がなさすぎることを炎皇斗に指摘される。男女問わずにモテているが、本人は勃たないことから手を出していない。
炎皇斗（かおす）
総司のペット（猫）。元は総司の姉のペットだったが、離婚によって邪魔な存在となり、総司と暮らすようになった。猫だが人間との会話が可能。去勢済み。姉の家ではDVを受けていたため、総司の家でもヘルメットを頭にかぶっている。言動は常識的で、総司に対しては図星を突く発言が多い。
総司の姉（仮称）
パチンコ依存症で問題のある女性。第1話の一年前にできちゃった結婚していたが離婚（自身の子どもは相手の男がひきとった）。衝動買いしたペットの炎皇斗を総司に押し付けた。

### 総司の周囲の女達
西藤（さいとう）
起田がクリニックで受診した際、担当になったカウンセラー。普通にかわいい。男性経験ゼロ。
千葉周（ちばあまね）
起田の課の事務担当で、地味目だが気が利くタイプなので男性社員に隠れた人気がある。根は極悪。
東堂（とうどう）
起田の会社の同期で、成績優秀で美しい才媛。自分より先に昇進した起田を疎ましく思っているが、同時に愛している。

## 単行本
- カレー沢薫 『やわらかい。課長起田総司』 講談社〈モーニングKC〉、全3巻
  1. 2015年2月23日初刷発行（同日発売）、ISBN 978-4-06-388432-6
  2. 2015年8月21日初刷発行（同日発売）、ISBN 978-4-06-388492-0
  3. 2016年3月23日初刷発行（同日発売）、ISBN 978-4-06-388561-3